# La Reforma, Rosario
La Reforma är en ort i Mexiko.   Den ligger i kommunen Rosario och delstaten Sinaloa, i den centrala delen av landet, 800 km nordväst om huvudstaden Mexico City. La Reforma ligger 17 meter över havet och antalet invånare är 219.
Terrängen runt La Reforma är platt. Runt La Reforma är det glesbefolkat, med 15 invånare per kvadratkilometer. Närmaste större samhälle är Escuinapa de Hidalgo, 16,4 km sydost om La Reforma. Omgivningarna runt La Reforma är en mosaik av jordbruksmark och naturlig växtlighet.